# قرار مجلس الأمن التابع للأمم المتحدة رقم 558
قرار مجلس الأمن التابع للأمم المتحدة رقم 558، الذي تم تبنيه بالإجماع في 13 ديسمبر 1984، بعد التذكير بالقرارين 418 (1977) و421 (1977) اللذين فرضا حظراً إجبارياً على توريد الأسلحة إلى جنوب أفريقيا، وشدد المجلس على استمرار ضرورة التزام جميع الدول الأعضاء والمنظمات الدولية بحظر توريد الأسلحة.
كما دعا المجلس الدول والمنظمات إلى عدم استلام أسلحة ومركبات عسكرية من جنوب أفريقيا، وطلب من الأمين العام تقديم تقرير عن تنفيذ القرار في موعد أقصاه 31 كانون الأول / ديسمبر 1985.